# Station Surabaya Gubeng

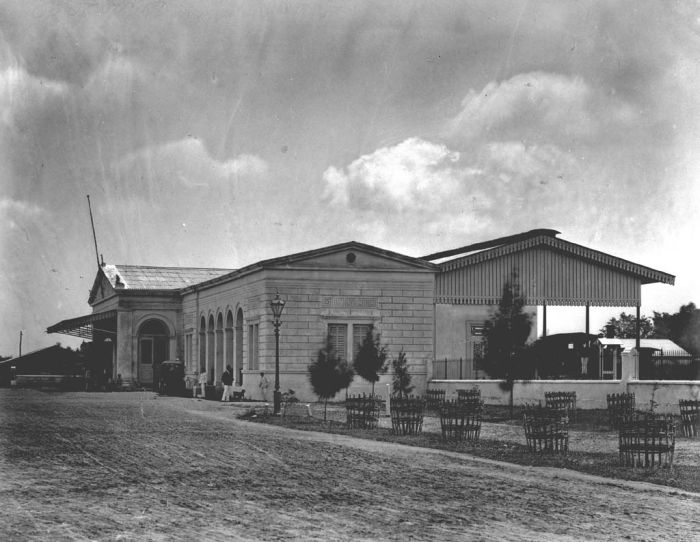
Spoorwegstation Goebeng, Soerabaja (1880-1891).

Station Surabaya Gubeng is een van de twee spoorwegstation in Surabaya in Oost-Java, Indonesië. Het andere station is Station Surabaya Pasarturi.

## Bestemmingen
- Arek Surokerto naar Station Mojokerto
- Argo Wilis naar Station Bandung
- Bima naar Station Gambir
- Gaya Baru Malam Selatan naar Station Jakarta Kota
- Komuter Sidoarjo naar Station Sidoarjo
- Logawa  naar Station Purwokerto en Station Jember
- Mutiara Selatan  naar Station Bandung
- Mutiara Timur naar Station Banyuwangi
- Panataran naar Station Blitar via Station Malang
- Pasundan  naar Station Kiaracondong
- Rapih Dhoho naar Station Blitar via Kertosono
- Sancaka  naar Station Yogyakarta
- Sri Tanjung naar Station Lempuyangan en Station Banyuwangi
- Turangga  naar Station Bandung